# Anolis damulus
Espèce
Synonymes
- Norops damulus (Cope, 1864)

Statut de conservation UICN

 DD  : Données insuffisantes
Anolis damulus est une espèce de sauriens de la famille des Dactyloidae. 

## Répartition
Cette espèce est endémique du Mexique.

## Publication originale
- Cope, 1864 : Contributions to the herpetology of tropical America. Proceedings of the Academy of Natural Sciences of Philadelphia, vol. 16, p. 166-181 (texte intégral).